# North American O-47
El North American O-47 fue un avión monoplano de observación estadounidense desarrollado en los años 30 del siglo XX por la compañía North American Aviation, para el Cuerpo Aéreo del Ejército de los Estados Unidos. Tenía una configuración de ala baja, tren de aterrizaje retráctil, y hélice tripala.

## Diseño y desarrollo

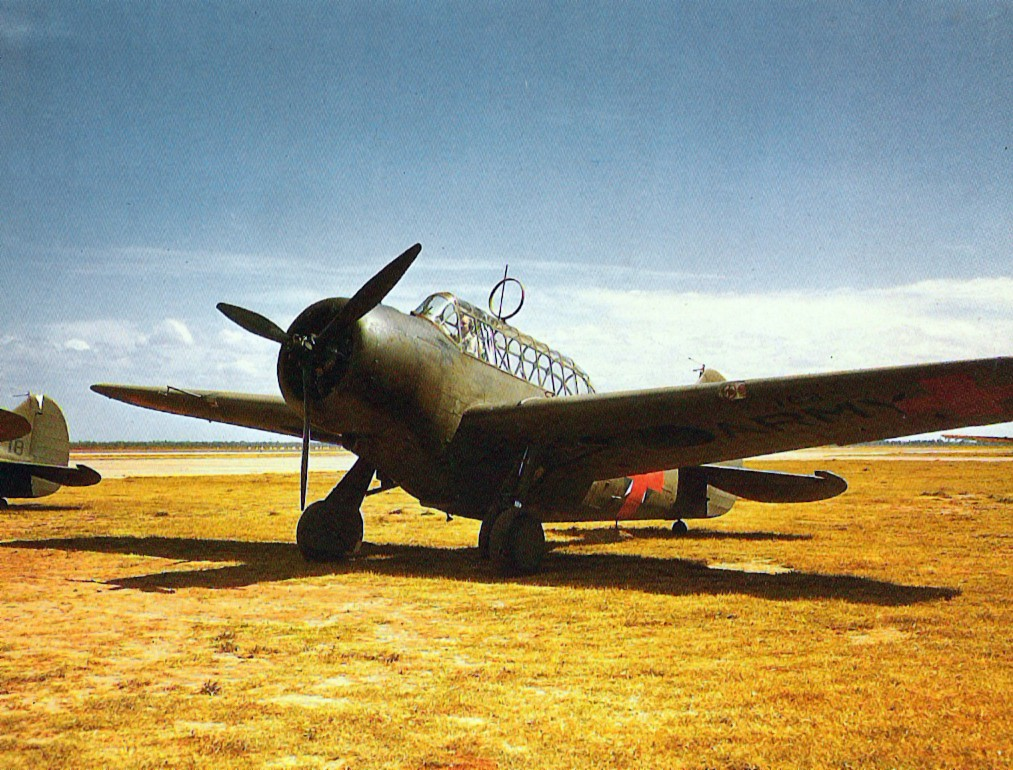
Un O-47B de la "fuerza roja" durante unas maniobras en 1941.

El O-47 fue desarrollado como un reemplazo para los aviones de observación Thomas-Morse O-19 y Douglas O-38. Era más grande y pesado que la mayoría de los aviones de observación precedentes, y sus tres tripulantes se sentaban en tándem bajo la larga cubierta. Unas ventanas en la parte inferior de la panza salvaban el obstáculo que presentaban las alas a la observación y fotografía hacia abajo. El diseño del prototipo del XO-47 comenzó en 1934 en General Aviation, una subsidiaria de North American Aviation, como GA-15. El Cuerpo Aéreo ordenó 164 O-47A en 1937 y 1938, 93 de los cuales fueron asignados a unidades de la Guardia Nacional. En 1938, el Ejército ordenó 74 O-47B con capota del motor rediseñada para mejorar la refrigeración, un motor repotenciado, y equipo de radio mejorado.

## Historia operacional
Maniobras de entrenamiento en 1941 mostraron las carencias del O-47. Aviones ligeros monomotores como el Piper L-4 y el Stinson L-5 se probaron más capaces de operar con las tropas terrestres, mientras que los cazas y bombarderos bimotores mostraron una gran habilidad para realizar tareas de reconocimiento y fotografía. Por ello, los O-47 en la Segunda Guerra Mundial, excepto los sorprendidos en bases de ultramar durante los ataques japoneses, fueron relegados a tareas secundarias como el remolcado de blancos, patrullas costeras y antisubmarinas.

## Variantes
General Aviation GA-15
Designación inicial del proyecto.
XO-47
Prototipo con motor Wright R-1820-41 de 634 kW (850 hp), uno construido con número de serie 36-145 en Dundalk, Maryland.
O-47A
Motor Wright R-1820-49, 164 construidos en Inglewood, California.
O-47B
Mejoras menores y un motor Wright R-1820-57 de 790 kW (1060 hp), más un depósito extra de 189,27 l, 74 construidos.

## Operadores
Estados Unidos
- Cuerpo Aéreo del Ejército de los Estados Unidos

## Supervivientes

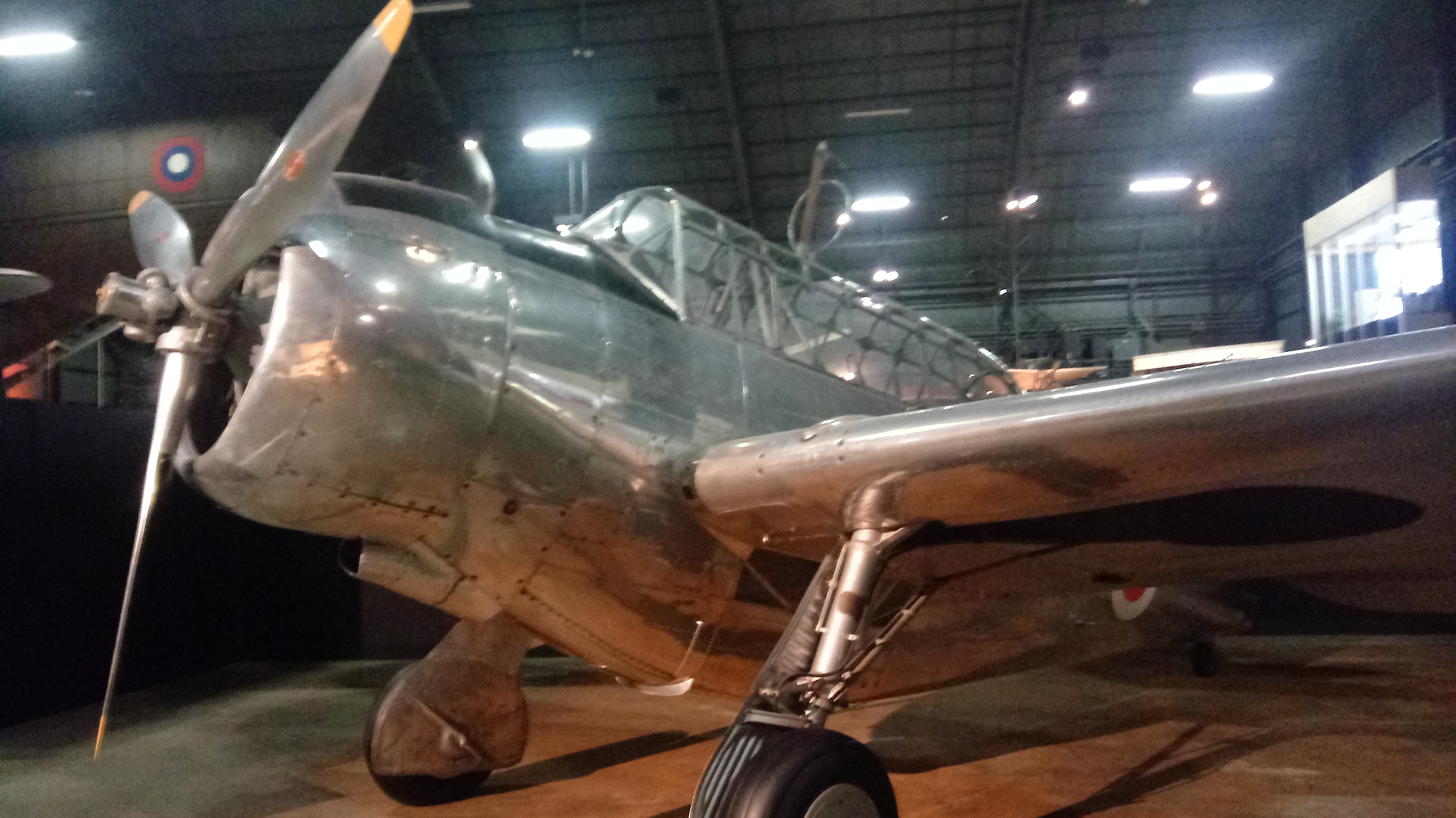
O-47B en el Museo Nacional de la Fuerza Aérea de Estados Unidos.

- 37-279: O-47A almacenado en la Paul E. Garber Preservation, Restoration, and Storage Facility del Museo Nacional del Aire y el Espacio de Estados Unidos en Suitland, Maryland.[4][5]
- 39-098: O-47B, propiedad de James P. Harker de Blaine (Minnesota). Estuvo anteriormente emplazado en el Combat Air Museum en Topeka, Kansas, en préstamo de su propietario William A. Dempsay, pero fue vendido en junio de 2014.[6][7]
- 39-112: O-47B en exhibición estática en el Museo Nacional de la Fuerza Aérea de Estados Unidos en Dayton (Ohio). Está exhibido con los colores de un O-47A perteneciente al 112th Observation Squadron de la Guardia Nacional de Ohio. Fue adquirido en 1978 a Loren L. Florey Jr., de Eden Prairie (Minnesota), y fue restaurado por el 179th Consolidated Aircraft Maintenance Squadron, Guardia Aérea Nacional de Ohio, Mansfield (Ohio).[8]
- Composición: O-47A en restauración en el Planes of Fame Air Museum en Chino (California).[9] Se ensambló a partir de los números de serie 38-284 y 38-295.[5]

## Especificaciones (O-47A)
Referencia datos: "United States Military Aircraft Since 1909" 

### Características generales
- Tripulación: Tres (piloto, copiloto/observador y artillero)
- Longitud: 10,2 m (33,6 ft)
- Envergadura: 14,1 m (46,3 ft)
- Altura: 3,7 m (12,1 ft)
- Superficie alar: 32,5 m² (349,8 ft²)
- Peso vacío: 2712 kg (5977,2 lb)
- Peso cargado: 3463 kg (7632,5 lb)
- Planta motriz: 1× motor radial de nueve cilindros refrigerado por aire Wright R-1820-49.
  - Potencia: 727 kW (1002 HP; 989 CV)

### Rendimiento
- Velocidad máxima operativa (Vno): 356 km/h (221 MPH; 192 kt)
- Velocidad crucero (Vc): 322 km/h (200 MPH; 174 kt)
- Alcance: 1352 km (730 nmi; 840 mi)
- Techo de vuelo: 7071 m (23 199 ft)
- Régimen de ascenso: 7,5 m/s (1470 ft/min)

### Armamento
- Ametralladoras: 

  - 1 de 7,62 mm frontal fija con 200 cartuchos en el ala de estribor
  - 1 de 7,62 mm flexible con 600 cartuchos en la cabina trasera

## Aeronaves relacionadas

### Aeronaves similares
- Fieseler Fi 156 Storch
- Henschel Hs 126
- Curtiss O-52 Owl
- Douglas O-38
- Thomas-Morse O-19
- Meridionali Ro.63
- Kokusai Ki-76
- Westland Lysander

### Secuencias de designación
- Secuencia Numérica (interna de North American): NA-15 - NA-16 - NA-17 - NA-18 -- NA-22 - NA-23 - NA-24 - NA-25 - NA-26 - NA-27 - NA-28 -- NA-48 - NA-49 - NA-50 - NA-51 - NA-52 - NA-53 - NA-54 -- NA-57 - NA-58 - NA-59 - NA-60 - NA-61 - NA-62 - NA-63 →
- Secuencia O-_ (Aviones de Observación del USAAC/USAAF, 1924-1942): ← O-44 - O-45 - O-46 - O-47 - O-48 - O-49 - O-50 →